# 2002-es fedett pályás atlétikai Európa-bajnokság
A 2002-es fedett pályás atlétikai Európa-bajnokságot Bécsben, Ausztriában rendezték március 1. és március 3. között. Ez volt a 27. fedett pályás Eb. A férfiaknál és a nőknél is 14–14 versenyszám volt. Győrffy Dóra magasugrásban ezüstérmet szerzett, máig ő az utolsó magyar érmes fedett pályás EB-n.

## A magyar sportolók eredményei
Magyarország az Európa-bajnokságon 17 sportolóval képviseltette magát.
Érmesek
| Érem  | Versenyző    | Versenyszám | Dátum      |
| ----- | ------------ | ----------- | ---------- |
| Ezüst | Győrffy Dóra | Magasugrás  | március 2. |

## Éremtáblázat
(A táblázatban Magyarország és a rendező nemzet eltérő háttérszínnel kiemelve.)
| Helyezés | Nemzet           | Arany | Ezüst | Bronz | Összesen |
| 1.       | Oroszország      | 5     | 2     | 4     | 11       |
| 2.       | Spanyolország    | 4     | 3     | 3     | 10       |
| 3.       | Lengyelország    | 4     | 1     | 2     | 7        |
| 4.       | Svédország       | 2     | 4     | 1     | 7        |
| 5.       | Nagy-Britannia   | 2     | 3     | 2     | 7        |
| 6.       | Franciaország    | 2     | 1     | 1     | 4        |
| 7.       | Belgium          | 2     | 0     | 0     | 2        |
| 8.       | Németország      | 1     | 3     | 2     | 6        |
| 9.       | Portugália       | 1     | 2     | 0     | 3        |
| 9.       | Csehország       | 1     | 2     | 0     | 3        |
| 11.      | Ukrajna          | 1     | 0     | 2     | 3        |
| 12.      | Görögország      | 1     | 0     | 1     | 2        |
| 12.      | Bulgária         | 1     | 0     | 1     | 2        |
| 14.      | Szlovénia        | 1     | 0     | 0     | 1        |
| 15.      | Ausztria         | 0     | 3     | 0     | 3        |
| 16.      | Románia          | 0     | 2     | 1     | 3        |
| 17.      | Olaszország      | 0     | 1     | 1     | 2        |
| 18.      | Svájc            | 0     | 1     | 0     | 1        |
| 18.      | Dánia            | 0     | 1     | 0     | 1        |
| 18.      | Magyarország     | 0     | 1     | 0     | 1        |
| 21.      | Írország         | 0     | 0     | 1     | 1        |
| 21.      | Fehéroroszország | 0     | 0     | 2     | 2        |
| 23.      | Hollandia        | 0     | 0     | 1     | 1        |
| 23.      | Észtország       | 0     | 0     | 1     | 1        |
| 23.      | Lettország       | 0     | 0     | 1     | 1        |

## Érmesek
- WR – világrekord
- CR – Európa-bajnoki rekord
- AR – kontinens rekord
- NR – országos rekord
- PB – egyéni rekord
- WL – az adott évben aktuálisan a világ legjobb eredménye
- SB – az adott évben aktuálisan az egyéni legjobb eredmény

### Férfi
| Versenyszám     | Arany                                                                                  | Arany          | Ezüst                                                                           | Ezüst      | Bronz                                                                                 | Bronz      |
| --------------- | -------------------------------------------------------------------------------------- | -------------- | ------------------------------------------------------------------------------- | ---------- | ------------------------------------------------------------------------------------- | ---------- |
| 60 m            | Jason Gardener · Nagy-Britannia                                                        | 6,49 =CR       | Mark Lewis-Francis · Nagy-Britannia                                             | 6,55       | Anatolij Dovhal · Ukrajna                                                             | 6,62       |
| 200 m           | Marcin Urbaś · Lengyelország                                                           | 20,64          | Christian Malcolm · Nagy-Britannia                                              | 20,65      | Robert Maćkowiak · Lengyelország                                                      | 20,77      |
| 400 m           | Marek Plawgo · Lengyelország                                                           | 45,39 CR, NR   | Jimisola Laursen · Svédország                                                   | 45,59 NR   | Ioan Vieru · Románia                                                                  | 46,17      |
| 800 m           | Paweł Czapiewski · Lengyelország                                                       | 1:44,78 CR, NR | André Bucher · Svájc                                                            | 1:44,93 NR | Antonio Manuel Reina · Spanyolország                                                  | 1:45,25 NR |
| 1500 m          | Rui Silva · Portugália                                                                 | 3:49,93        | Juan Carlos Higuero · Spanyolország                                             | 3:50,08    | Michael East · Nagy-Britannia                                                         | 3:50,52    |
| 3000 m          | Alberto García · Spanyolország                                                         | 7:43,89 CR     | Antonio David Jiménez · Spanyolország                                           | 7:46,49    | Jesús España · Spanyolország · John Mayock · Nagy-Britannia                           | 7:48,08    |
| 60 m gát        | Colin Jackson · Nagy-Britannia                                                         | 7,40           | Elmar Lichtenegger · Ausztria                                                   | 7,44 NR    | Staņislavs Olijars · Lettország                                                       | 7,51       |
| 4 × 400 m váltó | Lengyelország · Marek Plawgo · Piotr Rysiukiewicz · Artur Gąsiewski · Robert Maćkowiak | 3:05,50 CR     | Franciaország · Marc Foucan · Laurent Claudel · Loic Lerouge · Stéphane Diagana | 3:06,42    | Spanyolország · Carlos Meléndez · David Canal · Salvador Rodríguez · Alberto Martínez | 3:06,60 NR |
| Magasugrás      | Staffan Strand · Svédország                                                            | 234 cm         | Stefan Holm · Svédország                                                        | 230 cm     | Jaroszlav Ribakov · Oroszország                                                       | 230 cm     |
| Rúdugrás        | Tim Lobinger · Németország                                                             | 575 cm         | Patrik Kristiansson · Svédország                                                | 575 cm NR  | Lars Börgeling · Németország                                                          | 575 cm     |
| Távolugrás      | Raúl Fernández · Spanyolország                                                         | 822 cm         | Yago Lamela · Spanyolország                                                     | 817 cm     | Petar Dacsev · Bulgária                                                               | 817 cm     |
| Hármasugrás     | Christian Olsson · Svédország                                                          | 17,54 m =CR    | Marian Oprea · Románia                                                          | 17,22 m    | Aljakszandr Hlavacki · Fehéroroszország                                               | 17,05 m    |
| Súlylökés       | Manuel Martínez · Spanyolország                                                        | 21,26 m NR     | Joachim Olsen · Dánia                                                           | 21,23 m    | Pavel Csumacsenko · Oroszország                                                       | 20,30 m    |
| Hétpróba        | Roman Šebrle · Csehország                                                              | 6280 pont      | Tomáš Dvořák · Csehország                                                       | 6165 pont  | Erki Nool · Észtország                                                                | 6084 pont  |

### Női
| Versenyszám     | Arany                                                                                           | Arany            | Ezüst                                                                            | Ezüst      | Bronz                                                                             | Bronz        |
| --------------- | ----------------------------------------------------------------------------------------------- | ---------------- | -------------------------------------------------------------------------------- | ---------- | --------------------------------------------------------------------------------- | ------------ |
| 60 m            | Kim Gevaert · Belgium                                                                           | 7,16 =NR         | Marina Kiszlova · Oroszország                                                    | 7,18       | Georgia Kokloni · Görögország                                                     | 7,22         |
| 200 m           | Muriel Hurtis · Franciaország                                                                   | 22,52            | Karin Mayr · Ausztria                                                            | 22,70 NR   | Gabi Rockmeier · Németország                                                      | 23,05        |
| 400 m           | Natalja Antyuh · Oroszország                                                                    | 51,65            | Claudia Marx · Németország                                                       | 52,15      | Karen Shinkins · Írország                                                         | 52,17        |
| 800 m           | Jolanda Čeplak · Szlovénia                                                                      | 1:55,82 'CR, AR' | Stephanie Graf · Ausztria                                                        | 1:55,85 NR | Elisabeth Grousselle · Franciaország                                              | 2:01,46      |
| 1500 m          | Jekatyerina Puzanova · Oroszország                                                              | 4:06,30          | Elena Iagăr · Románia                                                            | 4:06,90    | Aleszja Turava · Fehéroroszország                                                 | 4:07,69      |
| 3000 m          | Marta Domínguez · Spanyolország                                                                 | 8:53,87          | Carla Sacramento · Portugália                                                    | 8:53,96    | Jelena Zadorozsnaja · Oroszország                                                 | 8:58,36      |
| 60 m gát        | Linda Ferga · Franciaország                                                                     | 7,96             | Kirsten Bolm · Németország                                                       | 7,97       | Patricia Girard · Franciaország                                                   | 7,98         |
| 4 × 400 m váltó | Fehéroroszország · Kacjarina Sztankevics · Irina Hljusztava · Hanna Kozak · Szvjatlana Uszovics | 3:32,24          | Lengyelország · Anna Pacholak · Aneta Lemiesz · Anna Zagórska · Grażyna Prokopek | 3:32,45    | Olaszország · Daniela Reina · Patrizia Spuri · Carla Barbarino · Danielle Perpoli | 3:36,49      |
| Magasugrás      | Marina Kupcova · Oroszország                                                                    | 203 cm =NR       | Győrffy Dóra · Magyarország · Kajsa Bergqvist · Svédország                       | 195 cm     | nem adták ki                                                                      | nem adták ki |
| Rúdugrás        | Szvetlana Feofanova · Oroszország                                                               | 475 cm WR        | Yvonne Buschbaum · Németország                                                   | 465 cm NR  | Monika Pyrek · Lengyelország                                                      | 460 cm NR    |
| Távolugrás      | Níki Xánthu · Görögország                                                                       | 674 cm           | Olga Rubleva · Oroszország                                                       | 674 cm     | Ljudmila Galkina · Oroszország                                                    | 668 cm       |
| Hármasugrás     | Tereza Marinova · Bulgária                                                                      | 14,71 m          | Ashia Hansen · Nagy-Britannia                                                    | 14,71 m    | Jelena Olejnyikova · Oroszország                                                  | 14,30 m      |
| Súlylökés       | Viktorija Pavlis · Ukrajna                                                                      | 19,76 m          | Assunta Legnante · Olaszország                                                   | 18,60 m    | Lieja Koeman · Hollandia                                                          | 18,53 m      |
| Ötpróba         | Jelena Prohorova · Oroszország                                                                  | 4622 pont        | Naide Gomes · Portugália                                                         | 4595 pont  | Carolina Klüft · Svédország                                                       | 4535 pont    |